# ایان بویر
ایان بویر (انگلیسی: Ian Bowyer؛ زادهٔ ۶ ژوئن ۱۹۵۱) یک بازیکن فوتبال اهل بریتانیا است.